# RS-211
Pour les articles homonymes, voir Route 211.
La RS-211 est une route locale du Nord-Ouest de l'État du Rio Grande do Sul reliant la RS-324, sur le territoire de la municipalité de Ronda Alta, à la BR-153/480, sur la commune d'Erechim. Elle dessert Ronda Alta, Campinas do Sul, Jacutinga, Paulo Bento et Erechim, et est longue de 60,450 km. Elle traverse le Banhado de Passundo, lac sur le rio Passo Fundo, en passant sur le Barrage Passo Fundo.